# Jacques Devaux (Péruwelz)
Jacques Devaux is een Belgische voormalige politicus voor de PS. Hij was burgemeester van de stad Péruwelz.

## Biografie
Devaux, onderwijzer aan het Koninklijk Atheneum van Péruwelz, kwam na de verkiezingen van 1964 in de gemeenteraad. Van 1989 tot 1994 was hij schepen onder burgemeester Roger Henneuse en van 1995 tot 2000 leidde hij de oppositie tegen de liberale burgemeester Claudy Huart. Voor de gemeenteraadsverkiezingen van 2000 werd een voorakkoord gesloten tussen de PS van Devaux en de PRL van uittredend burgemeester Huart. Na de verkiezingen kwam het echter niet tot een akkoord tussen beide partijen. De PS vormde een coalitie met de lijst AC (Alternative citoyenne) van oud-burgemeester André Lamblin en Devaux werd burgemeester van Péruwelz.
Hij bleef burgemeester tot 2004, toen hij zijn ontslag aanbood om persoonlijke redenen, met name de gezondheidsproblemen van zijn echtgenote. Hij werd opgevolgd door Daniel Westrade.